# Bonner Bergwerks- und Hütten-Verein

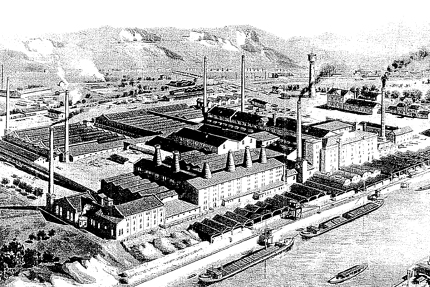
Luftaufnahme des Zementwerkes, 1906

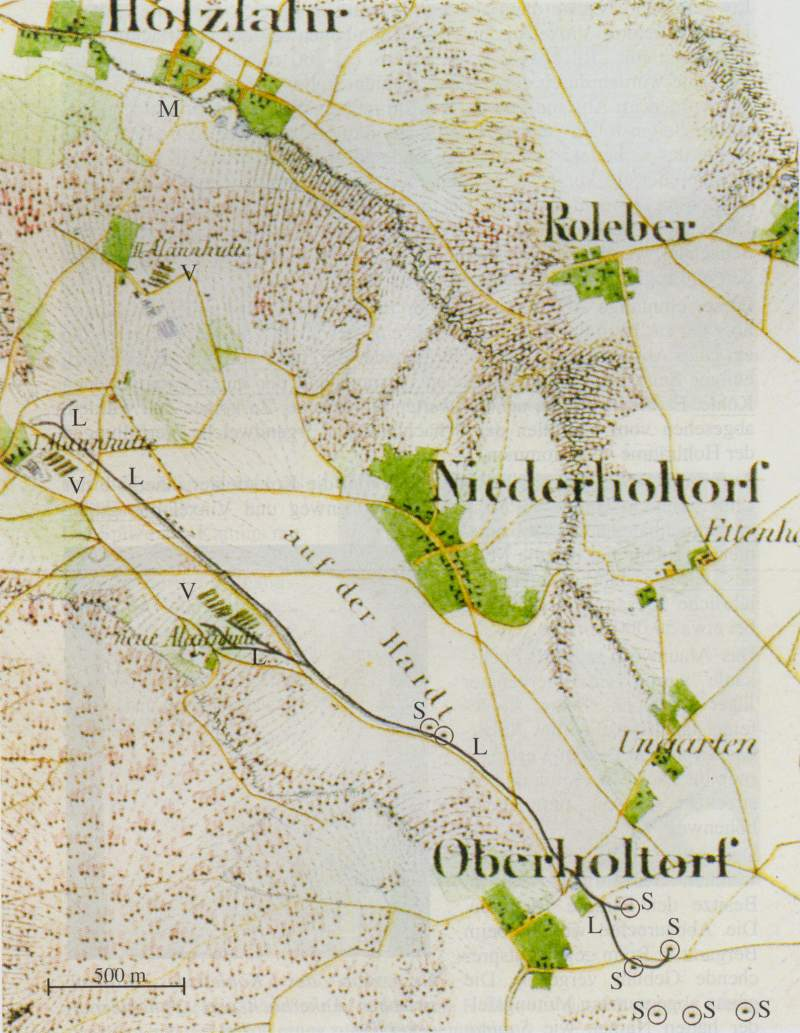
Karte der Alaunwerke im Hardt, 1845: S = Schachtanlagen, L = Lorenbahn, V = Verbrennungshalden der Alaunkohle, M = Mühle Holzlahr

Die Bonner Bergwerks- und Hütten-Verein Aktiengesellschaft wurde 1853 zum Bergbau und zur Alaunherstellung gegründet. Noch in den 1850er Jahren wurde begonnen, auch Zement zu produzieren, 20 Jahre später wurde die Alaunherstellung eingestellt. 1938 firmierte das Unternehmen in Bonner Portland-Zementwerk AG um, im Jahr 1987 wurde das Unternehmen liquidiert. Der Sitz der Gesellschaft befand sich zunächst im heutigen Bonn-Beueler Ortsteil Holtorf und später am Standort der Zementfabrikation im heutigen Bonner Bogen. Die dort erhaltenen Gebäude stehen unter Denkmalschutz.

## Geschichte des Kohlebergbaus und der Alaunproduktion
Zu Beginn des 19. Jahrhunderts begann der großflächige Abbau von Braunkohle im Gebiet der  heutigen Bonner Ortsteile Holzlar und Holtorf. Das dortige Kohleflöz war rund 4 Meter mächtig. Die untere etwa 1,5 Meter starke Schicht bestand aus schwefelkieshaltiger Kohle; sie war der Grundstoff der Alaungewinnung. Wegen des hohen Schwefelgehalts konnte sie nicht – wie ursprünglich geplant – als Ersatz für Holzkohle in der Bleiverhüttung eingesetzt werden; das erzeugte Metall war zu spröde. Die darüberliegende hochwertigere Kohle mit einer Mächtigkeit von ca. 1,10 m wurde zur Verfeuerung bei der notwendigen Eindampfung der Alaunrohlauge genutzt.
Die zur Produktion notwendigen Alaunwerke wurden an drei Standorten in der Hardt errichtet: an der heutigen Forschungsstelle an der Pützchens Chaussee, bei Holzlar und an der „Fuchskaule“ westlich von Niederholtorf. Die erstgenannten gehörten zum Besitz der Familie von Leopold Bleibtreu, das letztere dem Unternehmer Matthias Jäger. Die Brüder Gustav (1809–1881) und Hermann Bleibtreu übernahmen nach dem Tod des Vaters 1839 die Grubenfelder und die Alaunproduktion. Im Juni 1853 vereinigten die Bleibtreu-Brüder und Matthias Jäger ihre Unternehmen in der Bonner Bergwerks- und Hütten-Verein Aktiengesellschaft, um Konzessionen auf links- und rechtsrheinischen Kupfer-, Zink-, Bleierz- und Braunkohlevorkommen auszubeuten. Diese Gesellschaft wurde der größte Alaunproduzent Preußens. Mit über 500 Beschäftigten war das Unternehmen der bedeutendste Arbeitgeber der Region.
Von 1856 bis 1871 leitete Hermann Bleibtreu als Generaldirektor die Bonner Bergwerks- und Hütten-Verein Aktiengesellschaft. Im Jahr 1856 setzten er und sein Bruder Gustav im Aufsichtsrat der Gesellschaft den Bau einer Fabrik zur Produktion von Portlandzement am Ramersdorfer Rheinufer in Oberkassel durch, nachdem Hermann wenige Jahre zuvor bereits bei Stettin eine solche Fabrik in Betrieb genommen hatte. Sein Plan, in der Zementherstellung die vom Bonner Bergwerks- und Hütten-Verein gewonnene Kohle einzusetzen, konnte jedoch nicht realisiert werden.
Nachdem ab 1863 Alaun aus anderen Grundstoffen von der chemischen Industrie synthetisch produziert und deshalb wesentlich günstiger angeboten werden konnte, sank die Nachfrage und damit die Produktion der Bonner Bergwerks- und Hütten-Verein Aktiengesellschaft schnell und wurde 12 Jahre später eingestellt. Wegen mangelnder Wirtschaftlichkeit endete etwas später ihre Bergbautätigkeit.

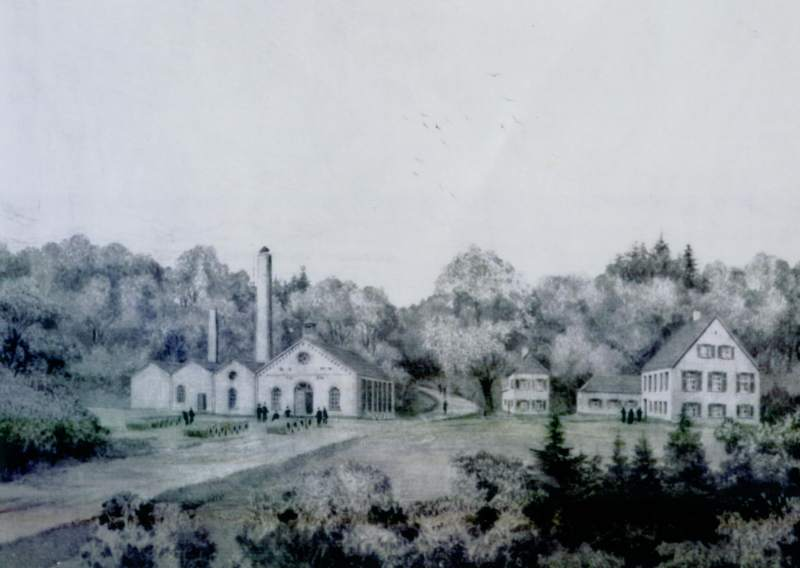
Alaunhütte (Heute Forschungsstelle für Jagdkunde – rechtes Gebäude)

### Unternehmenszentrale
1853 wurde das Forsthaus Hardt als repräsentatives Direktions- und Wohngebäude des Bonner Bergwerks- und Hüttenvereins im Holtorfer Hardt gebaut. Seit 1957 dient es als Dienstgebäude der seit 1989 von Michael Petrak geleiteten Forschungsstelle für Jagdkunde und Wildschadensverhütung (FJW) beim Landesamt für Natur, Umwelt und Verbraucherschutz Nordrhein-Westfalen.